# FILM.UA
FILM.UA Group — крупнейшая в Восточной Европе вертикально встроенная группа компаний в сфере кино и телепродакшна. Группа занимается разработкой, производством, адаптацией, дистрибуцией и доставкой аудиовизуального контента и предоставляет полный спектр услуг.
Генеральный продюсер — Виктор Мирский, который работает в компании с 2006 года.
В FILM.UA Group более 20 компаний, которые создают контент для телеканалов Украины, а в прошлом также и РФ. Офис и производственная база «FILM.UA» расположены в Деснянском районе Киева, на Троещине.

## История
Продакшн-студия, являющаяся основой группы «FILM.UA», создана в 2002 году. В перечне фильмов и сериалов, отснятых ею за прошедшие десять лет, — более ста названий.
Первой работой стал вышедший на экраны в 2003 году драматический остросюжетный сериал «Европейский конвой», основанный на реальных событиях. Режиссёр Андрей Бенкендорф, среди продюсеров — Валерий Потапенко, съёмки проводились в Германии и Польше, а также в рабочем кабинете консультанта картины госсекретаря МВД Украины Александра Гапона.
В 2005 году завершилась совместная с ТО «Мамаду» работа над мыльной оперой российско-украинского производства — «Исцеление любовью».
27 марта 2007 года в результате реструктуризации появились основные подразделения «FILM.UA»: «FILM.UA Production», «FILM.UA Distribution», «FILM.UA Studio», «FILM.UA Television». Также был произведён ребрендинг компании.
С 2011 года входит в международную ассоциацию «Sparks Network».
В 2012 году в числе других компаний инициировала создание «Украинской Киноассоциации».
В 2015 году крупнейшие теле- и кинопроизводители Украины объединились в инициативную группу #КіноКраїна. В основе лежит реформирование законодательства Украины с целью создания благоприятных экономических условий как для развития рынка производства внутри страны, так и для привлечения зарубежных инвестиций в отрасль.
В 2016 году FILM.UA Group и польская компания АТМ Grupa подписали договор о девелопменте полнометражного художественного фильма и мини-сериала под рабочим названием The Blizzard.

## Структура
«FILM.UA» производит аудиовизуальный контент, от разработки сценариев и съёмок фильмов до полного спектра постпродакшн и создания музыки, которая может быть как саундтреком к видеоряду, так и отдельной музыкальной композицией. Различные компании в группе специализируются на отдельных элементах производственного процесса.
Структура «FILM.UA Group» установлена в соответствии с пятью основными направлениями: Продакшн, Дистрибуция, Телевидение, Постпродакшн, Киностудия.
«FILM.UA Production» — производственная компания, создающая для украинского и российского медиарынка телесериалы различных жанров.
«FILM.UA Distribution» — организованная в 2007 году на базе «Інт Вест Дистрибушн» дистрибуционная компания, занимающаяся реализацией всех видов прав на все территории и различные медиаплатформы, продвигает контент мировых производителей на рынке Украины и распространяет украинский контент за рубежом. Причём, это касается не только продукции группы «FILM.UA»: с июля 2007 года, например, «FILM.UA Distribution» распоряжается юмористическими программами студии «95 квартал».
К 2015 году студией «FILM.UA Distribution» сериал «Нюхач» в готовой версии продан в более 50 стран по всему миру, а как формат — в Японию и Францию.
Полнометражный фильм «Незламна» продан для проката в Китае, а также для релиза в более 12 стран, включая Германию и Францию.
«FILM.UA Television» — продакшн-подразделение группы, специализирующееся на создании телепрограмм. Среди проектов «FILM.UA Television» украинская версия телепередачи «Давай поженимся», оригинальные шоу «Судебные дела» (с 2009 года), «Мистические истории», «Джентльмены на даче», «Школа доктора Комаровского» (лучшая детская программа 2011 года по версии «Телетриумф»), «Роддом». А также телевизионные проекты разных жанров для телеканалов Украины, России, СНГ и других стран: реалити-шоу, ток-шоу и другие. Член международной сети производителей контента «Sparks Network» (с 2011 года).
С 2015 года Латвия и Литва в рамках проекта UA Formats приобрели формат реалити шоу «Хата на Тата».
В марте 2015 года украинский формат «Мистических историй», производства FILM.UA Television, вышел в эфир в Болгарии на канале Nova.
«FILM.UA Studio» — киностудия, имеющая несколько павильонов для съёмок, парк ретроавтомобилей. В разное время на территории этой студии создавались украинские версии известных телешоу «Фабрика звёзд», «Битва экстрасенсов», «Большая разница», «Україна має талант», «Рассмеши комика», «Х-Фактор», «Киев Вечерний», «Танцуют все!». В студийном комплексе — семь павильонов: павильон площадью 1200 м², два павильона, «красный» и «оранжевый», площадью по 900 м². Ещё два, «зелёный» и «жёлтый», — по 800 м² и «синий» павильон площадью 200 м². В каждом из павильонов есть всё для полноценного обеспечения съёмочного процесса: современное осветительное, звуковое и видеооборудование, комфортабельные гримёрные, комнаты отдыха, офисные помещения, комнаты переговоров, кастинг-залы. Размеры самого большого павильона «пурпурный» (введён в эксплуатацию в 2012 году): площадь 1200 м² и высота перекрытий 15 м, — что позволяет использовать масштабные декорации, сложные, многоуровневые конструкции. Помимо павильонов, киностудия располагает также собственной кинодеревней, на территории которой находится масштабная средневековая крепость, натурная площадка с озером и строениями времен Киевской Руси Кроме того киностудия обладает большим автопарком (в том числе уникальной коллекцией ретроавтомобилей) и полноразмерным макетом советского бомбардировщика Ту-2.
Услуги постпродакшн предоставляют компании, входящие в группу: «Postmodern», «Signal RED», «Так Треба продакшн», «Digital Cinema Ukraine». Компании «Postmodern» и «Signal RED» являются членами международной ассоциации «Promax BDA».

### Некоторые компании, входящие в группу «FILM.UA»
«Postmodern» — компания, занимающаяся постпродакшн. Дублировала для украинского зрителя ряд кассовых кино- и мультфильмов. Её звуковая студия стала второй на Украине обладательницей сертификата Dolby Premier. В 2012 году «Postmodern» стала первой компанией с территории СНГ, чьи спецэффекты для фильма «Баллада о бомбере» попали в номинацию «VES Awards». В марте 2013 года работа компании отмечена призом международной премии «FICCI BAF AWARDS» в категории «VFX in a TV Episode» (визуальные эффекты в телесериалах) за фильм «Чкалов. Взлёты и падения».
В 2015 году директор POSTMODERN & Digital Cinema Ukraine Юрий Прилипко и директор компании POSTMODERNDigital Егор Борщевский стали членами — VES (Visual effects society).
«Так треба Продакшн» занимается адаптацией, озвучиванием, дублированием и субтитрованием иностранных фильмов, телепрограмм, сериалов и мультфильмов для украинского зрителя. В послужном списке сериалы «Доктор Хаус», «Отчаянные домохозяйки», «Анатомия страсти». Официальный сайт утверждает, что длительность озвученной украинской речью теле- и кинопродукции составляет около трёх лет непрерывного просмотра. Студия также проводит обучение и привлекает к озвучиванию мультфильмов детей в возрасте от 5 лет.
Компания «Signal RED» объединяет креативное агентство, продюсерский центр и студию графического дизайна. Команда «Signal RED» лучше всего известна своим участием в создании документальных фильмов проекта «Великие мечтатели» о выдающихся учёных, изобретателях и фантастах прошлого.
«Анимаград» — студия анимации, основанная в 2012, за год работы стала известной в украинском обществе благодаря проектам «Сказочная Русь» и «Наш футбол». Студия Animagrad работала над производством трёх полнометражных проектов: «Руслан и Людмила» (релиз планируется на 2016—2017 гг.), «Мавка. Лесная песня» (релиз планируется на 2017—2018 гг.), «Снежная республика» (оригинальная разработка студии Animagrad, релиз планируется на 2018—2019 гг.).
«Digital Cinema Ukraine» занимается сооружением новых и переоборудованием старых кинозалов в соответствии с новейшими техническими стандартами цифрового кино. Их цифровая лаборатория подготовила около сотни релизов кино (в том числе в формате 3D) для проката на Украине и за её пределами. DCU использовала технологии MoCap для ряда анимационных проектов, в том числе и для «Сказочной Руси» по заказу «Анимаграда».
Среди проектов, над которыми работала компания DCU в 2015 году были «Мордекай», «Шпионка», «Безумный Макс: дорога ярости», «Разлом Сан-Андреас», «Супер Майк XXL», «Век Аделайн», «Бумажные города», «Фантастическая четвёрка» и другие.

## Продукция «FILM.UA»

### Резонансные телепроекты
- Нюхач — (сезон 1- 2013, сезон 2 — 2015[36], сезон — 3 — 2017[37], сезон 4 — 2019[38]) — сериал, о детективе, обладающем сверхчувствительным обонянием, которое позволяет ему раскрывать всевозможные преступления. Автором идеи, соавтором сценария и режиссёром фильма является Артём Литвиненко. Как формат — продан во Францию и Японию. Права на показ проданы в более чем 50 стран по всему миру[39].
- Незламна (рус.: Битва за Севастополь, 2015) — историческая драма, украинско-российский полнометражный биографический фильм о советском снайпере Людмиле Павличенко. Продан для проката в Китае, а также для релиза в более 12 стран, включая Германию и Францию[40].
- O.E. 20 LIVE IN KYIV (2015) — первый концерт-киноверсия. Полнометражный документальный кинофильм, предназначенный для кинотеатрального проката. Проект посвящён 20-летию творчества легендарной украинской рок-группы[41].
- Гречанка (2015) — многосерийная мелодрама, производства FILM.UA. Премьера состоялась 12 января 2015 года на телеканале Интер. Сериал вызвал огромный интерес у телезрителей, таким образом, став лидером телесмотрения на протяжении всей трансляции[42].
- Красная королева (2015)[43] — 12-серийный киносериал, основанный на фактах биографии легендарной советской манекенщицы Регины Збарской. На протяжении всех дней трансляции сериал стабильно удерживал внимание зрителей телеканала Интер, таким образом значительно превысив среднесуточную долю канала[44].
- Крепостная (2019) — мелодраматический сериал, который транслировался телеканалом СТБ в феврале-марте 2019 года первый сезон и на осень этого же года продлён на второй сезон. Сериал побил рекорд последних шести лет для премьерного показа телесериала на телеканале СТБ, за первую неделю трансляции телесериала он возглавил топ трансляций всех телеканалов в будни[45].

### Фильмография
Фильмография наиболее полно представлена на сайте кинокомпании. Часть проектов доступна на сайтах imdb.com, kinopoisk.ru.
| Год  | Название                              | Тип, жанр                               | Примечания |
| ---- | ------------------------------------- | --------------------------------------- | --- |
| 2003 | Европейский конвой                    | драма, сериал                           | |
| 2003 | Безумный день или женитьба Фигаро     | мюзикл, экранизация комедии Бомарше     | В главных ролях — звёзды постсоветской эстрады |
| 2003 | Женская интуиция                      | мелодрама, телефильм                    | |
| 2004 | Тебе. Настоящему                      | телефильм                               | |
| 2004 | Торгаши                               | мелодрама, мини-сериал                  | |
| 2004 | В двух километрах от Нового года      | мелодрама, телефильм                    | |
| 2004 | Джокер                                | детективный телефильм                   | |
| 2005 | Охота за тенью                        | детектив, телефильм                     | |
| 2005 | Исцеление любовью                     | мелодрама, сериал                       | |
| 2005 | Кушать подано или Осторожно, любовь!  | комедия, телефильм                      | |
| 2006 | Птица счастья                         | мелодрама, телефильм                    | |
| 2006 | Седьмой лепесток                      | комедия, телефильм                      | |
| 2006 | Там, где живёт любовь                 | мелодрама, телефильм                    | |
| 2006 | Ангел из Орли                         | мелодрама, телесериал                   | |
| 2006 | Без особых примет                     | детектив, телефильм                     | |
| 2006 | Бомж                                  | мелодрама, телефильм                    | |
| 2006 | Вернуть Веру                          | мелодрама, телефильм                    | |
| 2006 | Женская работа с риском для жизни     | драма, телефильм                        | |
| 2006 | Женские слезы                         | мелодрама, телефильм                    | |
| 2006 | Мёртвый. Живой. Опасный               | детектив, телефильм                     | |
| 2006 | Мой принц                             | мелодрама, телефильм                    | |
| 2006 | Опер Крюк                             | детектив, мини-сериал                   | |
| 2007 | Дни Надежды                           | мелодрама, телефильм                    | |
| 2007 | Отчим                                 | драма, телефильм                        | |
| 2007 | Платье от кутюр                       | мелодрама, телефильм                    | |
| 2007 | Под знаком Девы                       | драма, мелодрама, телефильм             | |
| 2007 | Прощёное воскресенье                  | мелодрама, телефильм                    | |
| 2007 | Садовник                              | драма, телефильм                        | |
| 2007 | Срочно требуется Дед Мороз            | мелодрама, комедия, телефильм           | |
| 2007 | Старики-полковники                    | детектив, телефильм                     | |
| 2007 | Удиви меня                            | мелодрама, телефильм                    | |
| 2007 | Холмы и равнины                       | мелодрама, телефильм                    | |
| 2007 | Петля Нестерова                       | мелодрама, телефильм                    | |
| 2007 | Бог печали и радости                  | мелодрама, телефильм                    | |
| 2007 | Главное успеть                        | мелодрама, телефильм                    | |
| 2007 | Городской пейзаж                      | мелодрама, телефильм                    | |
| 2007 | Доченька моя                          | драма, мелодрама, телефильм             | |
| 2007 | Если ты меня слышишь                  | мелодрама, телефильм                    | |
| 2007 | Игры в солдатики                      | мелодрама, телефильм                    | |
| 2007 | Исповедь Дон Жуана                    | историческая мелодрама, телефильм       | |
| 2007 | Квартет для двоих                     | мелодрама, телефильм                    | |
| 2007 | Городской пейзаж                      | мелодрама, телефильм                    | |
| 2007 | Колье для Снежной бабы                | драма, мелодрама, телефильм             | |
| 2007 | Любовь Авроры                         | мелодрама, комедия, телефильм           | |
| 2007 | Мужчина для жизни                     | мелодрама, телефильм                    | |
| 2007 | Мы поженимся                          | мелодрама, телефильм                    | |
| 2007 | На мосту                              | драма, мелодрама, телефильм             | |
| 2007 | Тревожный отпуск адвоката Лариной     | детектив, телефильм                     | |
| 2008 | Всё не случайно                       | мелодрама, комедия, телефильм           | В главных ролях: Иван Стебунов, Карина Разумовская |
| 2008 | Ван Гог не виноват                    |                                         | |
| 2008 | Выход                                 |                                         | |
| 2008 | Преданный друг                        | мелодрама, телефильм                    | |
| 2008 | Кардиограмма любви                    | мелодрама, телефильм                    | |
| 2008 | Моя старшая сестра                    | драма, мелодрама, телефильм             | |
| 2008 | Химия чувств                          | мелодрама, телефильм                    | |
| 2008 | Таинственный остров                   | триллер, телефильм                      | |
| 2008 | Абонент временно недоступен           | драма, мелодрама, мини-сериал           | |
| 2008 | Оттепель                              | мелодрама, телефильм                    | |
| 2009 | Выход                                 | драма, телефильм                        | В главной роли: Владимир Вдовиченков |
| 2009 | Третьего не дано                      | детектив, военный, мини-сериал          | |
| 2009 | Охота на Вервольфа                    | военный, мини-сериал                    | Приз на VII международном фестивале военного кино имени Ю. Озерова в разделе «За лучший телевизионный художественный фильм». Успешная дистрибуция за рубежом |
| 2009 | Притяжение                            | мелодрама, телефильм                    | |
| 2009 | Стерва                                | мелодрама, телефильм                    | |
| 2009 | Территория красоты                    | мелодрама, сериал                       | |
| 2010 | Доставить любой ценой                 | мелодрама, мини-сериал                  | |
| 2010 | Паршивые овцы                         | драма, военный, мини-сериал             | |
| 2010 | По закону                             | детектив, сериал                        | |
| 2010 | Евгений Патон. Путь к мечте           | докудрама, документальный               | |
| 2010 | Чкалов. Мифы и факты                  | докудрама, документальный               | |
| 2010 | Амосов. Человек, который любил людей  | докудрама, документальный               | |
| 2010 | Прокураторы Украины                   | докудрама, документальный               | |
| 2010 | Соседи                                | мелодрама, сериал                       | |
| 2010 | История криминалистики                | докудрама, документальный               | |
| 2011 | Баллада о бомбере                     | военный, мини-сериал                    | |
| 2011 | Удивительные миры Циолковского        | докудрама, документальный               | |
| 2011 | Лист ожидания                         | драма, мини-сериал                      | |
| 2011 | Свободная энергия Теслы               | докудрама, документальный               | Platinum Remi Award, WorldFest Houston 2013 |
| 2011 | Счастливый билет                      | мелодраматический мини-сериал           | демонстрировался в странах СНГ и в Израиле на телеканале «Channel 9» |
| 2011 | Такси                                 | комедийный сериал                       | |
| 2011 | Дорога в пустоту                      | мелодрама, мини-сериал                  | |
| 2011 | Моя новая жизнь                       | мелодрама, мини-сериал                  | |
| 2011 | Украина. Точка отсчёта                | документальный                          | документальный проект, посвящённый 20-летию со дня провозглашения независимости Украины, с участием политических лидеров того времени. Режиссёр: Сергей Буковский |
| 2011 | Зимний сон                            | комедия, новогодний телефильм           | съёмки финала фильма проходили в Париже. Режиссёр: Оксана Байрак |
| 2011 | Здравствуй, мама!                     | мелодрама, сериал                       | повесть о проблемах трудовой миграции, воспитания детей трудовых мигрантов. Кроме Украины был показан на ТК «Россия», белорусском и казахском телевидении |
| 2012 | Оборотень в погонах                   | детектив, мини-сериал                   | |
| 2012 | Жюль Верн. Путешествие длиною в жизнь | докудрама, документальный               | награда «Серебряный дельфин» в категории «Документальная драма» на фестивале «Cannes Corporate Media & TV Awards» |
| 2012 | Страсти по Чапаю                      | военно-исторический, драма, мини-сериал | |
| 2012 | Женский доктор                        | драма, сериал                           | |
| 2012 | Без права на выбор. Касым             | военный, мини-сериал                    | |
| 2012 | Без права на выбор                    | документальный, докудрама               | Награды: intermedia-globe Gold, World Media Festival Hamburg 2014, Platinum Remi Award, WorldFest-Houston 2014, Silver Screen, US International Film & Video Festival 2014 |
| 2012 | Ангелы войны                          | военный, мини-сериал                    | |
| 2013 | Мотыльки                              | мини-сериал                             | Награды: Телевизионный художественный фильм/мини-сериал, Телетриумф 2013, Лучшие визуальные эффекты в телесериале, FICCI BAF Awards 2014, Platinum Remi Award, WorldFest Houston 2014, Silver Plaque, Chicago International Film Festival Television Awards 2014, Yellow Oscar, Uranium Film Festival 2015 |
| 2013 | Нюхач 1 сезон                         | мелодрама, сериал                       | Награды: intermedia-globe Gold, World Media Festival Hamburg 2014, intermedia-globe Grand Award, World Media Festival Hamburg 2014, Gold Plaque, Chicago International Film Festival Television Awards 2014, Platinum Remi Award, WorldFest Houston 2015, Оператор/постановщик телевизионного художественного фильма/сериала, Телетриумф 2014—2015, Режиссёр/постановщик (режиссёрская группа) телевизионного художественного фильма/сериала, Телетриумф 2014—2015, Телевизионный художественный сериал, Телетриумф 2014—2015, Открытие года, Телетриумф 2014—2015 |
| 2013 | Вангелия                              | драма, сериал                           | |
| 2013 | Ловушка                               | драма, сериал                           | |
| 2013 | Сын отца народов                      | сериал                                  | |
| 2013 | Ветреная женщина                      | мелодрама, мини-сериал                  | |
| 2013 | Вместе навсегда (Таиланд)             | боевик, мини-сериал                     | |
| 2013 | Женский доктор — 2                    | драма, мелодрама, сериал                | |
| 2013 | Так далеко, так близко                | сериал                                  | |
| 2013 | Архимед. Повелитель чисел             | документальный, докудрама               | Награды: Gold Dolphin, Cannes Corporate Media & TV Awards 2014, Bronze World Medal, New York Festival’s World’s Best TV & Films 2015, Gold Remi Award, WorldFest Houston 2015 |
| 2013 | Страх в твоём доме                    | сериал                                  | |
| 2014 | История криминалистики                | документальный                          | |
| 2014 | Поделись счастьем своим               | мелодрама, мини-сериал                  | |
| 2014 | Ограбление по-женски                  | мелодрама                               | |
| 2014 | Позднее раскаяние                     | мелодрама                               | |
| 2014 | Дом с лилиями                         | мелодрама, сериал                       | Номинации: Продюсер (продюсерская группа) телевизионного фильма/сериала, Телетриумф 2014—2015 Награды: Сценарист (сценарная группа) телевизионного фильма/мини-сериала/сериала, Телетриумф 2014—2015 |
| 2014 | Одинок по контракту                   | прокатное кино                          | |
| 2014 | Ветреная женщина                      | мелодрама, сериал                       | |
| 2015 | Кинокухня                             | контент для новых медиа                 | |
| 2014 | Гречанка                              | мелодрама, сериал                       | В главной роли Ольга Гришина |
| 2015 | Красная королева                      | мелодрама, сериал                       | В главной роли Ксения Лукьянчикова |
| 2015 | Незламна/Битва за Севастополь         | военный, исторический                   | В главных ролях: Евгений Цыганов, Юлия Пересильд |
| 2015 | «O.E. 20 LIVE IN KYIV»                | прокатное кино, концерт-киноверсия      | |
| 2015 | Никонов и Ко                          | сериал                                  | |
| 2015 | Владимирская, 15                      | сериал                                  | |
| 2015 | Забудь и вспомни                      | мелодрама, сериал                       | |
| 2015 | Когда прошлое впереди                 | мелодрама, сериал                       | |
| 2015 | Нюхач 2 сезон                         | мелодрама, сериал                       | |
| 2015 | Избранница                            | мелодрама, мини-сериал                  | |
| 2016 | Чтобы увидеть радугу…                 | мелодрама, мини-сериал                  | В главной роли Елена Радевич |
| 2016 | Дежурный врач                         | мелодрама, сериал                       | |
| 2016 | Любимая учительница                   | мелодрама, сериал                       | В главной роли Алина Сергеева |
| 2016 | Нити судьбы                           | мелодрама, сериал                       | |
| 2017 | 40+ или Геометрия чувств              | мелодрама, мини-сериал                  | |
| 2017 | Две жизни                             | сериал                                  | В главной роли Елена Радевич |
| 2017 | Красные браслеты                      | драма, сериал                           | |
| 2020 | Преданная                             | историческая мелодрама, прокатное кино  | В главной роли Роман Луцкий, Алеся Романова, Марианна Янушевич |

#### Проекты готовящиеся к выпуску в ближайшее время
- Сторожевая застава — украиноязычное приключенческое фэнтези о первых украинских супер-героях. Фильм снят по мотивам одноимённой книги Владимира Рутковского. Премьера запланирована на конец 2016 года.
- Полина и тайна киностудии — фэнтези франко-бельгийского режиссёра Олиаса Барко. Фильм является ко-продукцией Украины, Бельгии и Франции. Оператор-постановщик — Тьерри Арбогаст. Продюсерами картины выступили бельгийская компания WILD TRIBE FILMS и украинская студия FILM.UA. Фильм снимался на английском языке и был рассчитан на широкую семейную аудиторию и международный прокат. Премьера фильма состоялась в 2019 году.
- Руслан и Людмила — первый проект линейки кинотеатральных анимационных премьер компании Animagrad.
- Мавка. Лесная песня — полнометражный мультфильм по мотивам пьесы-феерии Леси Украинки. Релиз намечен на 2018 год, работу над лентой ведёт студия Animagrad.

## Номинации и награды
| Дата                                                    | Фестиваль                                                            | Фильм                                                                       | Номинация (награда) |
| ------------------------------------------------------- | -------------------------------------------------------------------- | --------------------------------------------------------------------------- | --- |
| 2009                                                    | Бар, Черногория, International TV Festival Bar                       | Паршивые овцы                                                               | Номинация: «Feature programme — TV film and TV series» |
| 2010                                                    | Киев, Украина, Телетриумф                                            | Паршивые овцы                                                               | Номинации: «Художник-постановщик телевизионного фильма/сериала», «Сценарист телевизионного фильма/сериала», «Продюсер телевизионного фильма/сериала». Награды: «Телевизионный художественный фильм/мини-сериал», «Композитор телевизионного фильма/сериала»       |
| 2010                                                    | Киев, Украина, Телетриумф                                            | Соседи                                                                      | Награда: «Телевизионная новелла» |
| Ноябрь 2011                                             | Киев, Украина, Телетриумф                                            | Сигнал Ред                                                                  | Номинация: «Телевизионный дизайн канала» |
| Ноябрь 2011                                             | Киев, Украина, Телетриумф                                            | Баллада о бомбере                                                           | Номинация: «Телевизионный художественный сериал». Награда: «Продюсер телевизионного фильма/сериала» |
| Ноябрь 2011                                             | Киев, Украина, Телетриумф                                            | Украина. Точка отсчёта                                                      | Номинация: «Телевизионный документальный фильм» |
| Ноябрь 2011                                             | Киев, Украина, Телетриумф                                            | Школа доктора Комаровского                                                  | Награда: «Детская программа» |
| Ноябрь 2011                                             | Киев, Украина, Телетриумф                                            | Доставить любой ценой                                                       | Награда: «Оператор телевизионного художественного фильма/сериала» |
| Ноябрь 2011                                             | Киев, Украина, Телетриумф                                            | Здравствуй, мама!                                                           | Номинации: «Режиссёр телевизионного художественного фильма/сериала», «Актриса телевизионного фильма/сериала (исполнительница женской роли)», «Сценарист телевизионного художественного сериала/телевизионного фильма/мини-сериала»                                |
| 2 по 5 июня 2012                                        | Трускавец, Украина, Золотая пектораль                                | Амосов. Человек, который любил людей                                        | Награда: «Лучший документальный фильм» |
| 2 по 5 июня 2012                                        | Трускавец, Украина, Золотая пектораль                                | Баллада о Бомбере                                                           | Награда: «Лучшая продюсерская работа» |
| 7 февраля 2012                                          | Лос-Анджелес, США, VES Awards                                        | Баллада о бомбере                                                           | Номинация: «Выдающиеся визуальные эффекты в телевизионных мини-сериалах, фильмах и спецпроектах» |
| 3-7 мая 2012                                            | Стамбул, Турция, TRT Documentary                                     | Украина. Точка отсчёта                                                      | Номинация: «Документальный фильм в международной категории» |
| 9 мая 2012                                              | Гамбург, Германия, World Media Fest                                  | Украина. Точка отсчёта                                                      | Награда: Globe GOLD «Документальный политический фильм» |
| 9 мая 2012                                              | Гамбург, Германия, World Media Fest                                  | Баллада о бомбере                                                           | Награда: Globe Silver «Мини-сериал» |
| 17 апреля 2012                                          | Лас-Вегас, США, NY FILM&TV Awards                                    | Баллада о бомбере                                                           | Награда: Gold World Medal «Мини-сериал» |
| 17 апреля 2012                                          | Лас-Вегас, США, NY FILM&TV Awards                                    | Удивительные миры Циолковского                                              | Сертификат финалиста |
| 13-22 апреля 2012                                       | Хьюстон, США, WorldFest Houston                                      | Удивительные миры Циолковского                                              | Награда: Platinum Remi Award |
| 13-22 апреля 2012                                       | Хьюстон, США, WorldFest Houston                                      | Баллада о бомбере                                                           | Награда: Special Jury Remi Award |
| 27 января 2012                                          | Москва, Россия, Золотой орёл                                         | Баллада о бомбере                                                           | Номинация: «Лучший телефильм или мини-сериал» |
| 10-13 июня 2012                                         | Банфф, Канада, BANFF Media Festival                                  | Баллада о бомбере                                                           | Номинация: «Мини-сериал» |
| май 2012                                                | Москва, Россия ТЭФИ                                                  | Баллада о бомбере                                                           | Номинации: «Лучший сериал», «Лучший сценарий» |
| 16-20 мая 2012                                          | Трускавец, Украина, Золота пектораль                                 | Украина. Точка отсчёта                                                      | Участие в конкурсе |
| 13-21 июля 2012                                         | Одесса, Украина, Одесский международный кинофестиваль                | Украина. Точка отсчёта                                                      | Участие в национальном конкурсе |
| 29—31 августа 2012                                      | Сеул, Корея, Seoul Drama Awards                                      | Баллада о бомбере                                                           | Награда: Special Prize |
| 21—26 октября 2012                                      | Берлин, Германия, Prix Europa                                        | Баллада о бомбере                                                           | Номинация: «TV Fiction» |
| 22-26 октября 2012                                      | Бар, Черногория, International TV festival Bar                       | Ангелы Войны                                                                | Номинация: «Feature Programme» |
| 30 ноября 2012                                          | Киев, Украина, Телетриумф                                            | Ангелы войны                                                                | Номинация: «Режиссёр мини-сериала». Награда: «Телевизионный художественный фильм/ мини-сериал» |
| 30 ноября 2012                                          | Киев, Украина, Телетриумф                                            | Женский доктор                                                              | Номинации: «Продюсер (продюсерская группа) телевизионного фильма (сериала)», «Сценарист (сценарная группа) телевизионного фильма (сериала)». Награда: «Телевизионная новелла»                                                                                     |
| 30 ноября 2012                                          | Киев, Украина, Телетриумф                                            | Лист ожидания                                                               | Номинация «Телевизионный художественный сериал». Награда: «Актриса телевизионного фильма (сериала)» Ирма Витовская |
| 30 ноября 2012                                          | Киев, Украина, Телетриумф                                            | Школа доктора Комаровского                                                  | Награда: «Ведущий ток-шоу» |
| 9 апреля 2013                                           | Лас-Вегас, США, NY FILM&TV Awards                                    | Жюль Верн. Путешествие длиною в жизнь                                       | Сертификат финалиста |
| 13 марта 2013                                           | Мумбаи, Индия, FICCI BAF                                             | Оборотень в погонах                                                         | Номинация: «VFX in a TV episode» |
| 12—22 апреля 2013                                       | Хьюстон, США, WorldFest Houston                                      | Жюль Верн. Путешествие длиною в жизнь, Свободная энергия Теслы              | Награды: Platinum Remi Award |
| 12—22 апреля 2013                                       | Хьюстон, США, WorldFest Houston                                      | Ангелы войны                                                                | Награда: Special Jury Award |
| 15 мая 2013                                             | Гамбург, Германия, World Media Festival                              | Ангелы войны                                                                | Награда: Globe-GOLD |
| 15 мая 2013                                             | Гамбург, Германия, World Media Festival                              | Жюль Верн. Путешествие длиною в жизнь                                       | Сертификат финалиста |
| 23 апреля 2013                                          | Чикаго, США, The Chicago International Film Festival                 | Ангелы войны                                                                | Награда: Gold Plaque |
| 13 июня 2013                                            | Лос-Анджелес, США, US International Film & Video Festival            | Ангелы войны                                                                | Награда: Silver Screen |
| 24-28 июля 2014                                         | Португалия, Avanca TV competition                                    | Жюль Верн. Путешествие длиною в жизнь                                       | Номинация |
| 18 октября 2013                                         | Канны, Франция, Cannes Corporate Media & TV Awards                   | Жюль Верн. Путешествие длиною в жизнь                                       | Награда: Серебряный дельфин |
| 16-18 ноября 2013                                       | Чэнду, Сычуань, Китай, Sichuan TV Festival                           | Ангелы войны                                                                | Номинация: «International Gold Panda Awards» |
| Апрель 2013                                             | Нью-Йорк, США, NYF Television & Film Awards                          | Жюль Верн. Путешествие длиною в жизнь                                       | Номинация: «Шорт-лист фестиваля» |
| 12 февраля 2014                                         | США, VES Awards                                                      | Мотыльки                                                                    | Номинации: "Выдающиеся визуальные спецэффекты в телевизионной программе, «Создание выдающейся локации для рекламы или телевизионной программы» |
| 13 февраля 2014                                         | Киев, Украина, Телетриумф                                            |                                                                             | |
| 13 февраля 2014                                         | Киев, Украина, Телетриумф                                            | Мотыльки                                                                    | Награда: «Телевизионный художественный фильм/мини-сериал, Телетриумф 2013» Номинация: «Продюсер (продюсерская группа) телевизионного фильма/сериала, Телетриумф 2013»                                                                                             |
| 13 февраля 2014                                         | Киев, Украина, Телетриумф                                            | Дорога в пустоту                                                            | Награда: «Актриса телевизионного фильма/сериала» Номинация: «Режиссёр телевизионного фильма/сериала» |
| 13 февраля 2014                                         | Киев, Украина, Телетриумф                                            | Страсти по Чапаю                                                            | Награда: «Актёр телевизионного фильма/сериала» |
| 12 марта 2014                                           | Мумбаи, Индия, FICCI BAF Awards                                      | Мотыльки                                                                    | Награда в категории VFX in a TV episode |
| 4-3 апреля 2014                                         | Хьюстон, США, World Fest Houston                                     |                                                                             | |
| 4-3 апреля 2014                                         | Хьюстон, США, World Fest Houston                                     | Мотыльки                                                                    | Platinum Remi Award, TV special — dramatic |
| 4-3 апреля 2014                                         | Хьюстон, США, World Fest Houston                                     | Леонардо                                                                    | Platinum Remi Award documentary film |
| 22-30 апреля 2014                                       | Париж, Франция, Series Mania                                         | Нюхач                                                                       | Отобран для просмотра в рамках шоукейса фестиваля |
| 10 апреля 2014                                          | Чикаго, США, Chicago International Film Festival Television Awards   |                                                                             | |
| 10 апреля 2014                                          | Чикаго, США, Chicago International Film Festival Television Awards   | Мотыльки                                                                    | Silver Plaque |
| 10 апреля 2014                                          | Чикаго, США, Chicago International Film Festival Television Awards   | Нюхач                                                                       | Gold Plaque |
| 14 мая 2014                                             | Гамбург, Германия World Media Festival                               |                                                                             | |
| 14 мая 2014                                             | Гамбург, Германия World Media Festival                               | Нюхач                                                                       | lobe-GOLD, globe Grand Award |
| 14 мая 2014                                             | Гамбург, Германия World Media Festival                               | Леонардо                                                                    | globe-GOLD |
| 28-29 мая 2014                                          | Москва, Россия, МедиаБренд                                           | Мистические истории                                                         | Лучший проморолик развлекательной программы, программы life-style, комедийного шоу |
| 9-19 июня 2014                                          | Шанхай, Китай, Shanghai TV Festival                                  | Мотыльки                                                                    | Номинация: «Телефильм/мини-сериал» |
| 16-22 июня 2014                                         | Лос-Анджелес, Калифорния, The US International Film & Video Festival | Леонардо                                                                    | SILVER SCREEN |
| 10-14 сентября 2014                                     | Ла-Рошель, Франция, Festival de la Fiction TV                        | Нюхач                                                                       | В конкурсе европейских сериалов |
| 2 октября 2014                                          |                                                                      |                                                                             | |
| Канн, Франция, Cannes Corporate Media & TV Awards       | Архимед                                                              | Золотой дельфин                                                             | |
| Сеул, Южная Корея, Seoul International Drama Awards     | Мотыльки                                                             | Номинация: «Телефильм»                                                      | |
| Лондон, Великобритания, C21 Intertnational Drama Awards | Нюхач                                                                | Номинация: «Лучший не англоязычный сериал»                                  | |
| 4 февраля 2015                                          | Лос-Анджелес, США, VES Awards                                        | War Thunder                                                                 | Номинация: «Создание выдающейся локации в телешоу, рекламе или видеоигре» |
| 14 февраля 2015                                         | Лос-АнжеНойда, Индия, Noida International Film Festival              | Эскимоска                                                                   | Номинация: «Короткометражная анимация» |
| 14 апреля 2015                                          | Лас Вегас, США, New York Festival’s World’s Best TV & Films          | Архимед. Повелитель чисел                                                   | Bronze World Medal |
| 17-20 апреля 2015                                       | Пекин, Китай, Beijing IFF                                            | Незламна                                                                    | Temple of heaven for best actress |
| 18 апреля 2015                                          | Хьюстон, США, WorldFest Houston                                      |                                                                             | |
| 18 апреля 2015                                          | Хьюстон, США, WorldFest Houston                                      | Нюхач                                                                       | Platinum Remi Award |
| 18 апреля 2015                                          | Хьюстон, США, WorldFest Houston                                      | Архимед. Повелитель чисел                                                   | Gold Remi Award |
| май-июнь февраля 2015                                   | Рио де Жанейро, Uranium Film Festival                                | Мотыльки                                                                    | Yellow Oscar for best feature film |
| 11-16 мая 2015                                          | Франция, St Tropez International Film Festival                       | Нюхач                                                                       | Номинация: «Лучший неанглоязычный сериал» |
| 14 июня 2015                                            | Бангалор, Индия, Bangalore SFF                                       | War Thunder                                                                 | Номинация: «Best short film» |
| 7-10 июля 2015                                          |                                                                      |                                                                             | |
| Мадрид, Испания, Tenerife IFF                           | Нюхач                                                                | Номинация: «Лучший ТВ сериал»                                               | |
| США, US International Film & Video Festival             | Нюхач 2                                                              | Сертификат за творческое совершенство (Certificate for creative excellence) | |
| Канары, ANIMAYO 2015                                    | War Thunder                                                          | Special mention of the festival for best videogame cinematic                | |
| Канары, Game Connection Europe                          | War Thunder                                                          | Награда: «Best Live Action Trailer»                                         | |
| Канары, Ukrainian Design: the very best of              | Незламна                                                             | Награда: «Title design & Motion graphics»                                   | |
| 17-24 октября 2015                                      | Берлин, Германия, PRIX Europa                                        | Незламна                                                                    | Номинация: «TV Fiction» |
| 6-8 ноября 2015                                         | Сычуань, Китай, International Gold Panda Awards                      |                                                                             | |
| 6-8 ноября 2015                                         | Сычуань, Китай, International Gold Panda Awards                      | Нюхач                                                                       | Номинация: «Best miniseries» |
| 6-8 ноября 2015                                         | Сычуань, Китай, International Gold Panda Awards                      | Незламна                                                                    | Номинация: «Best actress» |
| 17-24 октября 2015                                      | ГОА, Индия, IFF of India                                             | Незламна                                                                    | Cinema of the World (показ) |
| 2 декабря 2015                                          | Киев, Украина, Телетриумф                                            |                                                                             | |
| 2 декабря 2015                                          | Киев, Украина, Телетриумф                                            | Дом с лилиями                                                               | Номинация: «Продюсер (продюсерская группа) телевизионного фильма/сериала» Награда: «Сценарист (сценарная группа) телевизионного фильма/сериала» |
| 2 декабря 2015                                          | Киев, Украина, Телетриумф                                            | Нюхач                                                                       | Награды: «Телевизионный художественный сериал», «Открытие года», «Режиссёр телевизионного художественного фильма/сериала», «Оператор телевизионного художественного фильма/сериала»                                                                               |
| 2 декабря 2015                                          | Киев, Украина, Телетриумф                                            | Ловушка                                                                     | Награда: «Актриса телевизионного фильма/сериала» |
| 2 декабря 2015                                          | Киев, Украина, Телетриумф                                            | Гречанка                                                                    | Награда: «Телевизионная новелла» |
| 2 декабря 2015                                          | Киев, Украина, Телетриумф                                            | История криминалистики                                                      | Номинация: «Телевизионный документальный фильм/цикл» |
| 2 декабря 2015                                          | Киев, Украина, Телетриумф                                            | Незламна                                                                    | Награда: «Телевизионный художественный фильм/мини-сериал» |
| 2 декабря 2015                                          | Киев, Украина, Телетриумф                                            | Одинок по контракту                                                         | Номинация: «Телевизионный художественный фильм/мини-сериал» |
| 2 декабря 2015                                          | Киев, Украина, Телетриумф                                            | OE.20 LIVE IN KYIV                                                          | Награда: «Музыкальная программа/фильм» |
| 2 февраля 2016                                          | США, VES Awards                                                      | Незламна                                                                    | Номинация: «Выдающиеся визуальные спецэффекты в фотореалистичном эпизоде» |
| 29 декабря 2016                                         | Россия, Золотой орел                                                 | Незламна                                                                    | Номинации: «Лучший фильм», «Лучшая режиссёрская работа», «Лучшая мужская роль в кино», «Лучшая музыка к фильму», «Лучшая работа художника-постановщика», «Лучшая работа художника по костюмам» Награды:"Лучшая женская роль в кино", «Лучшая операторская работа» |

## Скандалы
Компанию несколько раз обвиняли в гомофобии. Например в сериале "Нити судьбы" (2016) мать двоюродного брата главных героинь спросила "с кем ты встречаешься?" на что он саркастически ответил "с женщиной", на что мать отреагировала "Слава Богу". В другой серии Ваня, парень главной героини Саши (Оли Полтавской) работая медбратом столкнулся с пациентом оказавшимся парнем Лизы (сводной сестры Саши, антагонистки) который заявил Ивану: "Ты знаешь что я с такими как ты на зоне делал?" на что Иван ответил "представляю". А в мультфильме Мавка: Лесная песня одним из союзников главной антагонистки является стереотипный гомосексуал, прислуживающий главным злодеям.